# Вічний двигун

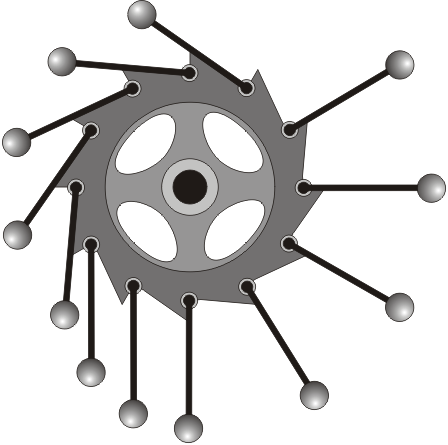
Рис. 1. Одна з найдавніших конструкцій вічного рушія

Вічний двигун або вíчний руші́й (perpetuum mobile) — ідеальний двигун, задуманий так, що, бувши запущеним один раз, буде працювати постійно і не вимагатиме додаткового надходження енергії.
Подібний пристрій вступає у протиріччя з двома законами термодинаміки:
1. енергія не може бути ні створена, ні зруйнована (закон збереження енергії);
2. теплота не може переходити мимовільно від більш холодного тіла до більш теплого (постулат Клаузіуса).

У результаті всім реальним рушіям потрібне постійне постачання енергії, і жодна теплова машина не може перетворювати все тепло у корисну роботу.

## Класифікація
Історично розрізняють різні типи вічних рушіїв.
- Вічний рушій першого роду за задумом мав би виконувати роботу, не отримуючи енергії. Він суперечить закону збереження енергії[1].
- Вічний рушій другого роду за задумом мав би перетворювати всю отриману теплоту в роботу. Це не суперечить закону збереження енергії, але вступає у протиріччя з другим законом термодинаміки[2].

## Невдалі конструкції вічних рушіїв з історії
На рис. 1 показано одну з найдавніших конструкцій вічного рушія. Вона являє собою зубчасте колесо, в поглибленнях якого прикріплені на шарнірах відкидні вантажі. Геометрія зубів така, що вантажі в лівій частині колеса завжди виявляються ближче до осі, ніж у правій. За задумом автора, це, згідно з законом важеля, мало би приводити колесо в постійне обертання. При обертанні вантажі відкидалися б праворуч і зберігали рушійне зусилля.
Однак, якщо таке колесо виготовити, воно залишиться нерухомим. Причина цього факту полягає в тому, що хоча праворуч вантажі мають довше плече, ліворуч їх більше за кількістю. Як наслідок, моменти сил праворуч і ліворуч виявляються рівними.

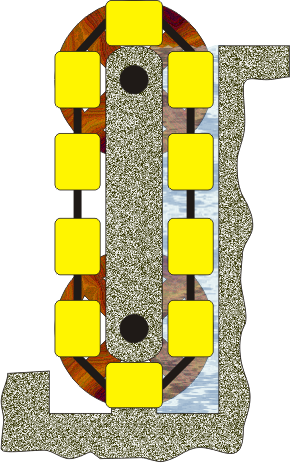
Рис. 2. Конструкція вічного рушія, заснованого на законі Архімеда

На рис. 2 показано будову ще одного рушія. Автор вирішив використовувати для вироблення енергії закон Архімеда. Закон полягає в тому, що тіла, густина яких менша від густини води, прагнуть спливти на поверхню. Тому автор розташував на ланцюгу порожні баки та праву половину помістив під воду. Він вважав, що вода буде їх виштовхувати на поверхню, а ланцюг з колесами, таким чином, нескінченно обертатися.
Тут не враховано, що виштовхувальна сила — це різниця між тисками води, що чиняться на нижню і верхню частини зануреного у воду предмета. В конструкції, наведеній на малюнку, ця різниця буде прагнути виштовхнути ті баки, які знаходяться під водою в правій частині рисунка. Але на найнижчий бак, який закриває отвір, буде діяти лише сила тиску на його праву поверхню. І вона буде зрівноважувати або перевершувати силу, що діє на інші баки.

## Приклад псевдовічного рушія 2-го роду
Аналіз конкретної конструкції вічного рушія 2-го роду може виявитися нетривіальною задачею, особливо якщо мова йде про конструкцію складну або таку, принцип дії якої на перший погляд взагалі незрозумілий, або потоки енергії та їх джерело неочевидні. Зафіксуємо, наприклад, один кінець біметалевої пластини, що працює на згин, а до другого кінця підвісимо вантаж і помістимо отриману конструкцію на відкрите повітря. За рахунок коливань температури пластина буде згинатися/розпрямлятися, а вантаж підніматися і опускатися, тобто пристрій буде здійснювати роботу. Замінивши вантаж на храповий механізм, ми отримаємо механічний привід, здатний виконувати корисну роботу за рахунок вилучення енергії з єдиного теплового резервуара — навколишнього середовища. Але оскільки навколишнє середовище почергово виступає то нагрівником, то охолоджувачем, суперечність з другим законом термодинаміки відсутня. Таким чином, розглянута конструкція являє собою не вічний, а псевдовічний рушій 2-го роду.

## Патенти і авторські свідоцтва на вічний рушій
У 1775 році Паризька академія наук ухвалила рішення не розглядати проєкти вічного рушія через очевидну неможливість їх створення. Патентне відомство США не видає патенти на perpetuum mobile вже понад сто років. Проте, у Міжнародній патентній класифікації зберігаються розділи для гідродинамічних і електродинамічних вічних рушіїв, оскільки патентні відомства багатьох країн розглядають заявки на винаходи лише з точки зору їхньої новизни, а не фізичної здійсненності.
Навіть якщо патент наданий, це не означає, що винахід насправді працює, це просто означає, що експерт вважає, що він працює, або не зміг зрозуміти, чому він не працює.

## Відомі «винахідники» вічних рушіїв

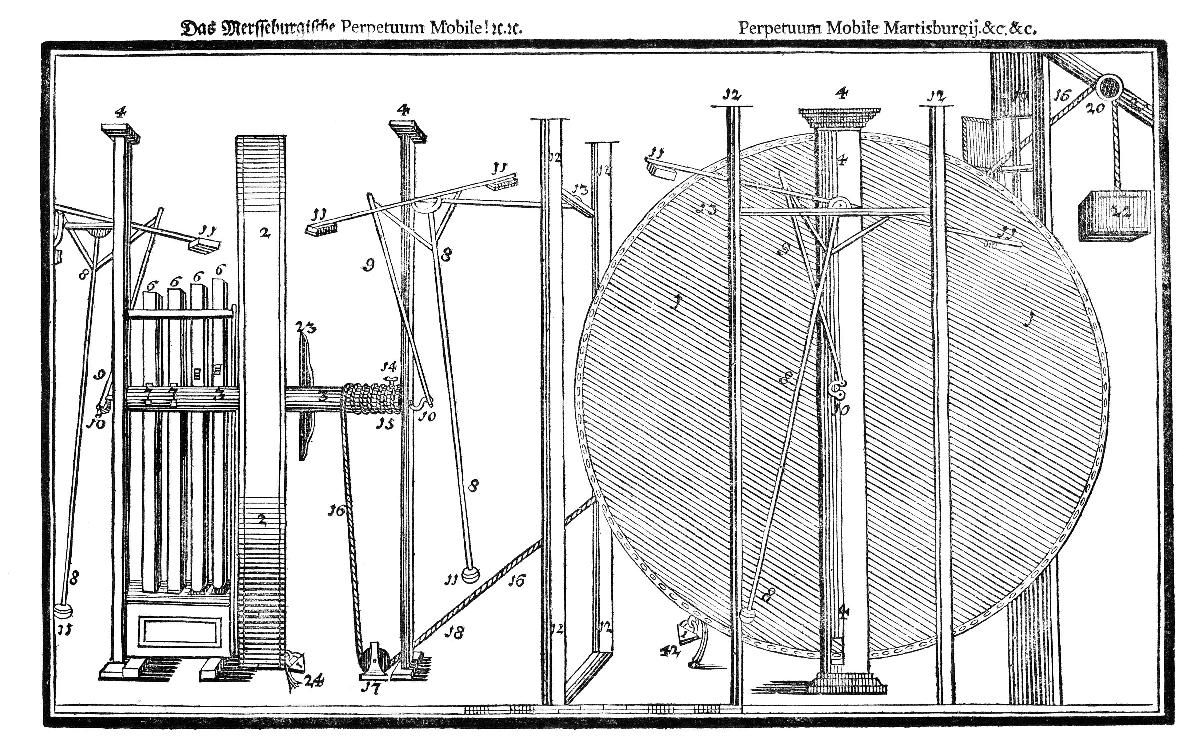
Проект вічного рушія Орфіреуса

- Йоганн Ернст Еліас Бесслер (Орфіреус)[en]
- Джузеппе Дзамбоні[en]
- Анатолій Гапонов

## Вічний рушій у творах мистецтва
- На картині «Водоспад» М. Ешера зображено вічний рушій у вигляді водяного млина із замкнутим обігом води.
- В оповіданні Роберта Сілверберга «Подвійна робота» двоє інженерів-землян винаходять вічний двигун після того, як їм показали підробний «робочий» зразок.